# Wielka Orda
Wielka Orda – nazwa centralnej części dawnej Złotej Ordy, pomiędzy Donem a Jaikiem, która zaczęła być stosowana w stosunku do pozostałości tego państwa po tym jak w XV wieku odłączyły się od niego w roku 1430 Chanat Krymski, w roku 1445 Chanat Kazański, a w roku 1460 Chanat Astrachański.
W roku 1480 Wielki Książę Moskiewski Iwan III Srogi odmówił płacenia daniny Wielkiej Ordzie. W odpowiedzi chan Ahmed (1460–1481) wyruszył na Moskwę. Nie doczekał się jednak przybycia obiecanych posiłków od Kazimierza Jagiellończyka i ostatecznie wycofał się znad Ugry, gdzie naprzeciwko niego stała gotowa do walki armia moskiewska. Wydarzenie to zwane Stanięciem nad Ugrą uznaje się za koniec zależności Rusi od Mongołów. W roku 1502 chan krymski Mengli I Girej z poduszczenia Moskwy zniszczył stolicę Wielkiej Ordy Saraj i tym samym przestała ona istnieć.

## Chanowie Wielkiej Ordy
- Kuchuk Muhammad (1435–1459)
- Mahmud (1459–1465)
- Akhmat (1465–1481)
- Szejk Ahmad (1481–1498)
- Murtada (1481–1499)
- Szejk Ahmad (1499–1502)